# Adora Mediterranea
El Adora Mediterranea (antiguamente Costa Mediterranea) es un crucero de la clase Spirit operado por Adora Cruises. Fue construido en Kvaerner Masa-Yards Helsinki New Shipyard, Finlandia, con un coste de más 400 millones de euros, para Costa Cruceros. 
Al igual que su buque gemelo el Costa Atlantica, su diseño deriva de los barcos de la clase Spirit de Carnival Cruise Line: Carnival Spirit, Carnival Pride, Carnival Legend y Carnival Miracle. El 16 de junio de 2003 partió en su viaje inaugural de Génova (Italia) a España y a Portugal.
Estuvo en servicio con Costa hasta el año 2021, cuando fue transferido a CSSC Carnival Cruise Shipping, actualmente conocida como Adora Cruises.En un primer momento fue renombrado Mediterranea en 2023. Comenzó a prestar servicio en septiembre de ese año, y desde julio de 2024 fue rebautizado definitivamente como Adora Mediterranea.